# 赛·莫哈末·哈斯林
拿督赛·莫哈末·哈斯林·艾迪（Syed Mohamad Hasrin Aidid），马来西亚外交官，现任马来西亚常驻联合国大使，兼任马来西亚驻印度尼西亚大使。

## 工作经历
哈斯林自1994年6月加入马来西亚外交部服务，曾在多边事务部、政策规划和东南亚部门任职。他还曾担任外交部秘书长特别官员和外交部长特别官员。他拥有新加坡国立大学（NUS）李光耀学院公共管理硕士学位和美国亚利桑那大学政治学（荣誉）文学士。
哈斯林曾任马来西亚常驻纽约联合国代表团二等秘书、参赞（2000-2004），马来西亚驻迪拜总领事（2008-2010），马来西亚驻雅加达副团长 (2010 - 2013) 和马来西亚驻阿拉伯联合酋长国大使 (2017 - 2019)。 
2019年1月，哈斯林取代转任为外交部秘书长沙鲁耶谷的职位，受委马来西亚常驻纽约联合国大使和代表，并在7月5日向联合国秘书长安东尼奥·古特雷斯递交了国书。他也同时也兼任马来西亚驻美国大使。作为马来西亚常驻联合国代表，哈斯林也同时担任2019年和2020年联合国不扩散核武器条约（NPT）缔约国审议大会的主席。同年9月20日，哈斯林与正在美国华盛顿和纽约进行访问的马来西亚内政部长慕尤丁进行交流，并举办招待会共同庆祝2019年国庆日和马来西亚日。
2021年起，哈斯林根据联合国大会第75/96号决议，担任调查以色列侵害占领区巴勒斯坦人民和其他阿拉伯人人权的行为特别委员会的工作的3名委员之一。
2022年3月2日，联合国召开针对俄罗斯入侵乌克兰的第11届紧急特别会议上，马来西亚对在乌克兰的军事冲突升级和核武库处于高度戒备的状态表示严重关切。哈斯林在联合国会议上的投票环节中支持与乌克兰有关的决议草案，并重申马来西亚致力于在《联合国宪章》和国际法的原则下维护地区和国际和平与安全，呼吁各方必须遵守和尊重《联合国宪章》和国际法所载的所有国家主权和领土完整的原则，任何违反这原则的行为都不会接受。除此之外，哈斯林主张各方必须保持克制并采取有力的措施缓和当前俄罗斯与乌克兰之间的冲突，并呼吁通过对话和平解决冲突和遵重人权。
2023年2月，哈斯林在国家王宫举行的任命仪式上，从驻美国大使调任为驻印度尼西亚大使。他原来的职位由纳兹里·阿都阿兹继任。

## 个人生活
哈斯林的配偶莎拉·纳瓦·拉尼为马来西亚驻德国大使。